# USS McFaul (DDG-74)
L’USS McFaul (DDG-74) est un destroyer américain de la classe Arleigh Burke. Admis au service actif le 25 avril 1998, il est actuellement en service dans l'United States Navy, appartenant au Carrier Strike Group 10.

## Histoire du service

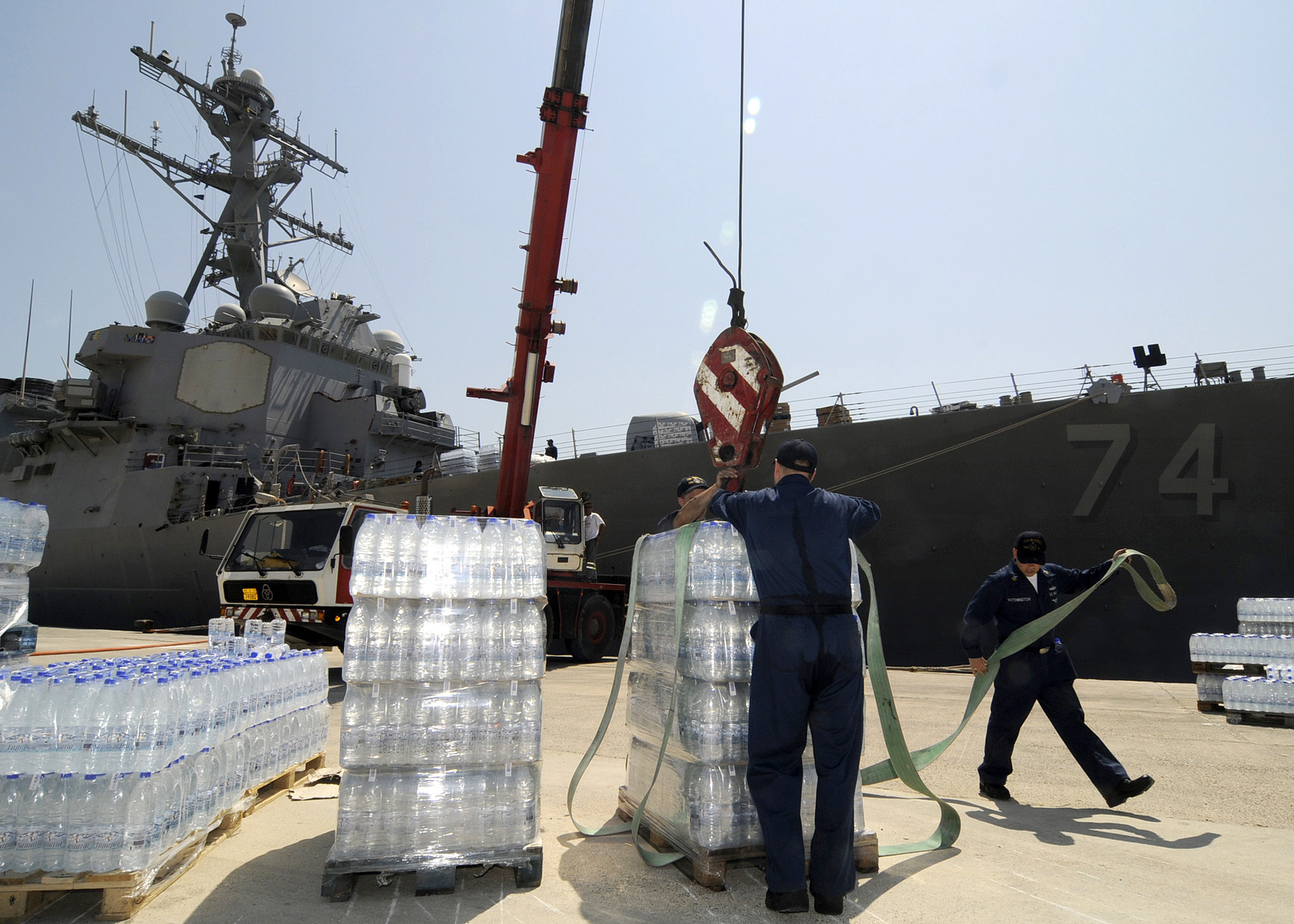
Chargement de fournitures humanitaires sur le McFaul, 20 août 2008.

Le 22 août 2005, il est impliqué dans une collision avec le Winston S. Churchill, aucun blessé n'a été signalé. Les deux navires retournent ensuite à leur port d'attache, la base navale de Norfolk, Virginie.
Le 24 août 2008, il arrive au port de Batoumi en Géorgie dans le cadre de l'Opération Assured Delivery visant à fournir à la Géorgie une aide humanitaire dans le contexte de la deuxième Guerre d'Ossétie du Sud.
Le 12 septembre 2012, il reçoit l'ordre d'être déployé au large de la Libye au cas où une frappe venait à être ordonnée par le Pentagone en réponse aux manifestations et attentats anti-américains de septembre 2012.
Le 5 juillet 2023, l'US Navy affirme que le McFaul est intervenu deux fois durant la nuit précédente auprès de pétroliers menacés par des navires de la Marine iranienne dans le golfe d'Oman. Les interventions du destroyers dissuadent ceux-ci de tenter d'arraisonner les navires.